# Cyrtopodium cachimboense
Cyrtopodium cachimboense är en orkidéart som beskrevs av Lou Christian Menezes. Cyrtopodium cachimboense ingår i släktet Cyrtopodium, och familjen orkidéer. Inga underarter finns listade i Catalogue of Life.